# Danone
Danone è una multinazionale francese di prodotti alimentari con sede a Parigi e fondata a Barcellona, in Spagna.
È quotata su Euronext Paris, dove è una componente dell'indice del mercato azionario CAC 40. Alcuni dei prodotti dell'azienda sono marchiati Dannon negli Stati Uniti.

## Storia
Nel 1919, Isaac Carasso interessato all'opera di Il'ja Il'ič Mečnikov, decide di produrre yogurt con colture provenienti dall'Istituto Pasteur. A quei tempi gli yogurt erano venduti nelle farmacie e dietro raccomandazione medica. Cercando un nome da dare al marchio, Isaac Carasso pensa a “Danón”, un affettuoso soprannome di suo figlio Daniel, ma le autorità rifiutano di registrarlo poiché si tratta di un nome proprio. Per aggirare l'ostacolo egli aggiunge una “e” alla fine: nasce così il marchio Danone.
Isaac Carasso fa studiare suo figlio Daniel presso l'École Supérieure de Commerce di Marsiglia, incoraggiandolo a compiere in seguito studi batteriologici per consolidare la sua conoscenza sulle colture. Il 6 febbraio 1929, viene registrata la Société Parisienne du Yoghourt, un'azienda con un capitale di 500.000 franchi francesi e con Daniel Carasso quale direttore unico. Il piano aziendale di Carasso è chiaro sin dall'inizio:

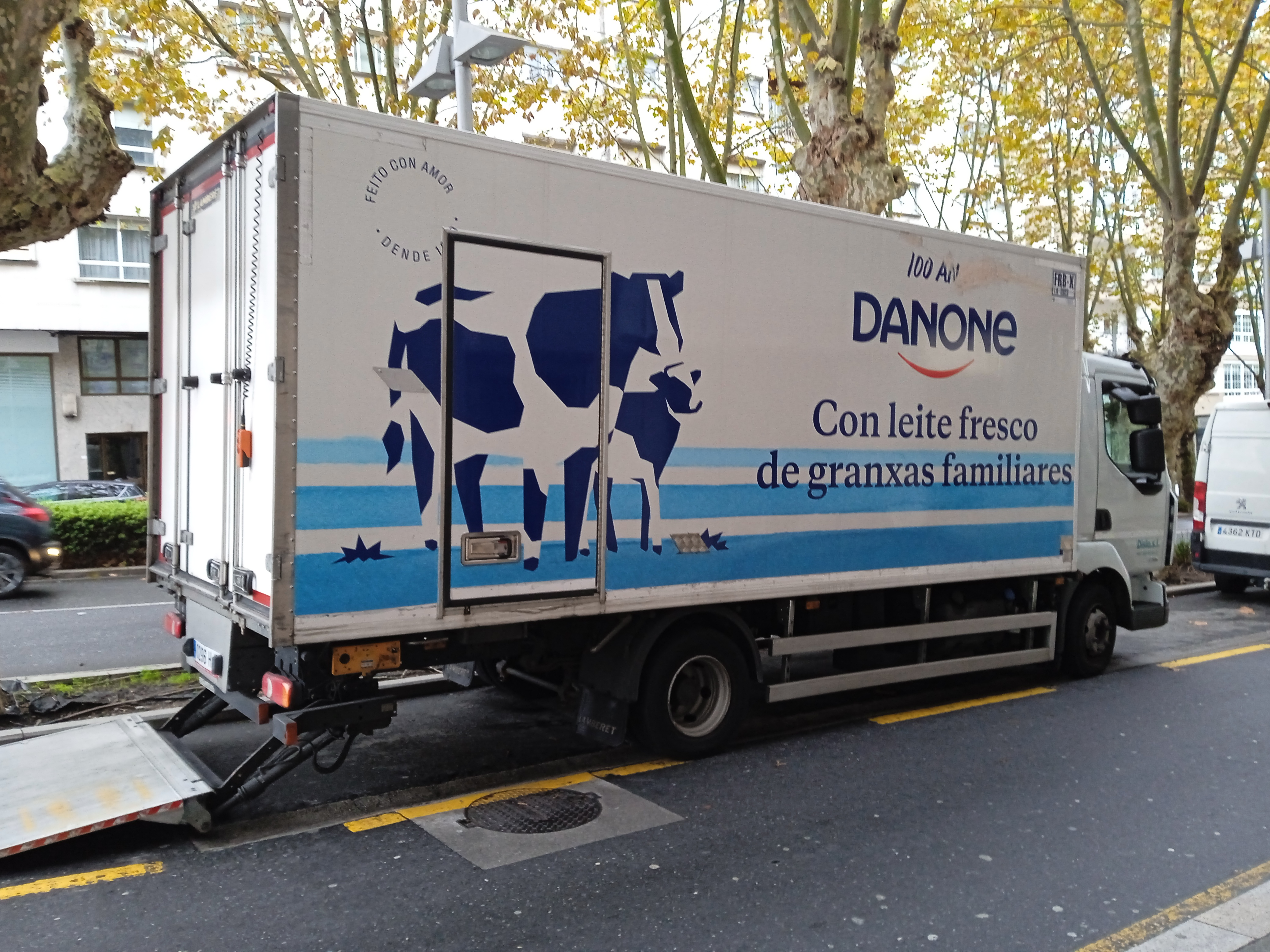
Un camion frigorifero Danone a Pontevedra

Giunto a Parigi nel luglio 1936 per una delle sue solite visite al figlio, Isaac Carasso trova la via di ritorno per Barcellona chiusa a causa dello scoppio della guerra civile spagnola e rimane in Francia fino alla fine delle ostilità (1º aprile 1939). Il 19 aprile, mentre si prepara per il rientro, muore improvvisamente nel sud della Francia, dove viene sepolto. Nel 1942 i Carasso emigrano negli Stati Uniti, a causa delle leggi razziali, dove rimangono fino al 1945. A New York, Daniel Carasso lancia nel 1942 la sua attività statunitense acquisendo un piccolo produttore di yogurt greco nella 156ª strada del Bronx ma incontra delle difficoltà poiché manca un vero e proprio mercato.
Verso la metà degli anni sessanta, mentre la grande distribuzione si stava espandendo e la concorrenza si intensificava, Daniel Carasso cominciò ad esaminare alcune possibilità per il futuro di Danone all'interno di una struttura più ampia. Una buona opportunità era a portata di mano con Gervais, un'azienda dedita ad attività complementari, già legata a Danone mediante una collaborazione logistica anche se all'inizio questa fu reticente. Tuttavia, tra marzo e giugno 1967, venne raggiunto un accordo tra Danone e Fromageries Gervais che conferì le risorse distributive e produttive delle due aziende in Francia ad una nuova società operativa: Gervais-Danone SA. L'azienda nata dalla fusione offrì una completa gamma di prodotti caseari freschi, rafforzando le proprie posizioni nei confronti di concorrenti e catene al dettaglio.
A giugno 1972, Gervais-Danone e BSN si fondono costituendo il primo gruppo alimentare francese. Nel 1981 Antoine Riboud decide di riacquistare Dannon Milk Products, venduta da Daniel Carasso nel 1959. Nel 1994 il Gruppo assume ufficialmente il nome Danone e nel 1996 Antoine Riboud lascia la guida al figlio Franck, che riorganizza il Gruppo cedendo molte delle attività e focalizzandosi su tre aree ben definite:
- Prodotti lattiero-caseari freschi
- Bevande
- Biscotti e cereali

Nel quadro della strategia, focalizzata sui prodotti a forte valenza salutistica, nel 2007 Danone ha annunciato la vendita delle sue attività nei biscotti e negli snacks a Kraft e, una settimana più tardi, l'acquisizione dell'olandese Royal Numico, produttore di alimenti per l'infanzia e proprietaria in Italia dei marchi Mellin e Milupa. È del 2010 la notizia che Danone ha creato una joint-venture con Unimilk, azienda russa di primaria importanza nel settore lattiero-caseario, ponendo così le basi per entrare nelle case dei 140 milioni di abitanti della Federazione Russa.
Il 1º ottobre 2014, Franck Riboud lascia la direzione generale della società a Emmanuel Faber.

### Nel capitale i fondi attivisti

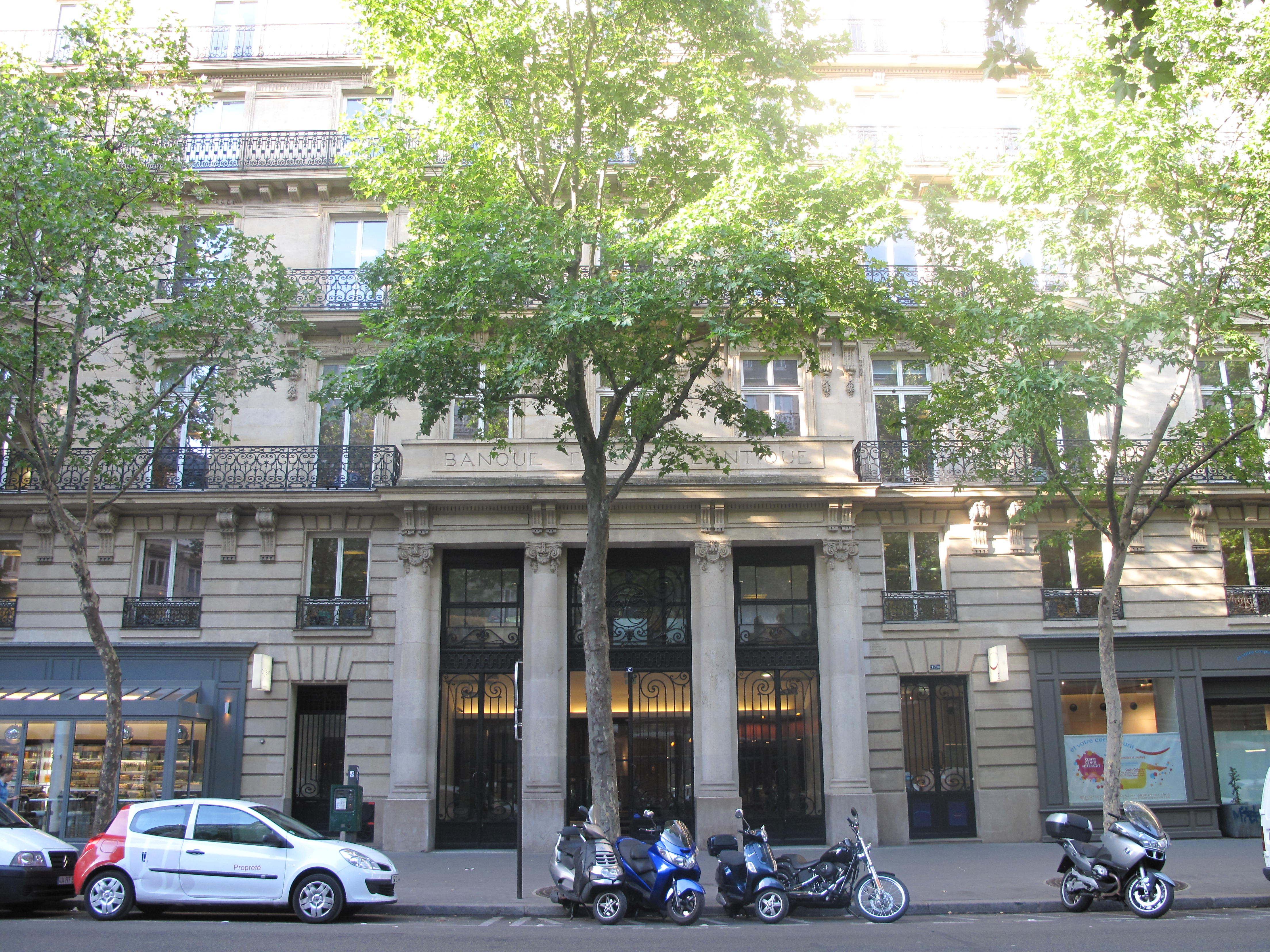
La sede Danone sul Boulevard Haussmann di Parigi

A fine gennaio 2021, l'arrivo come azionista di Danone del fondo di investimento Bluebell Capital, un fondo attivista, mette in discussione la presenza di Emmanuel Faber alla guida della società. In una lettera inviata a tutti gli azionisti nel novembre 2020, Bluebell Capital deplora la «deludente performance» del mercato azionario e ritiene che sotto la presidenza di Emmanuel Faber «non sia stato rispettato il giusto equilibrio tra la creazione di valore degli azionisti e le questioni di sostenibilità».
A febbraio 2021 il management ha registrato un leggero incremento dell'utile netto dell'1,4% per l'anno 2020 e un calo delle vendite del 6,6%, particolarmente marcato da una significativa diminuzione della vendita di acqua in bottiglia, dovuta ai divieti di viaggio a causa del COVID. Nello stesso mese, Danone acquisisce Earth Island, una società statunitense specializzata in prodotti a base vegetale.
Il 1º marzo 2021, la decisione di ridividere i ruoli di presidente e amministratore delegato viene presa dall'assemblea generale del gruppo in seguito alle pressioni di Bluebell Capital e Artisan Partners. Faber è costretto alle dimissioni.

## Centri di ricerca

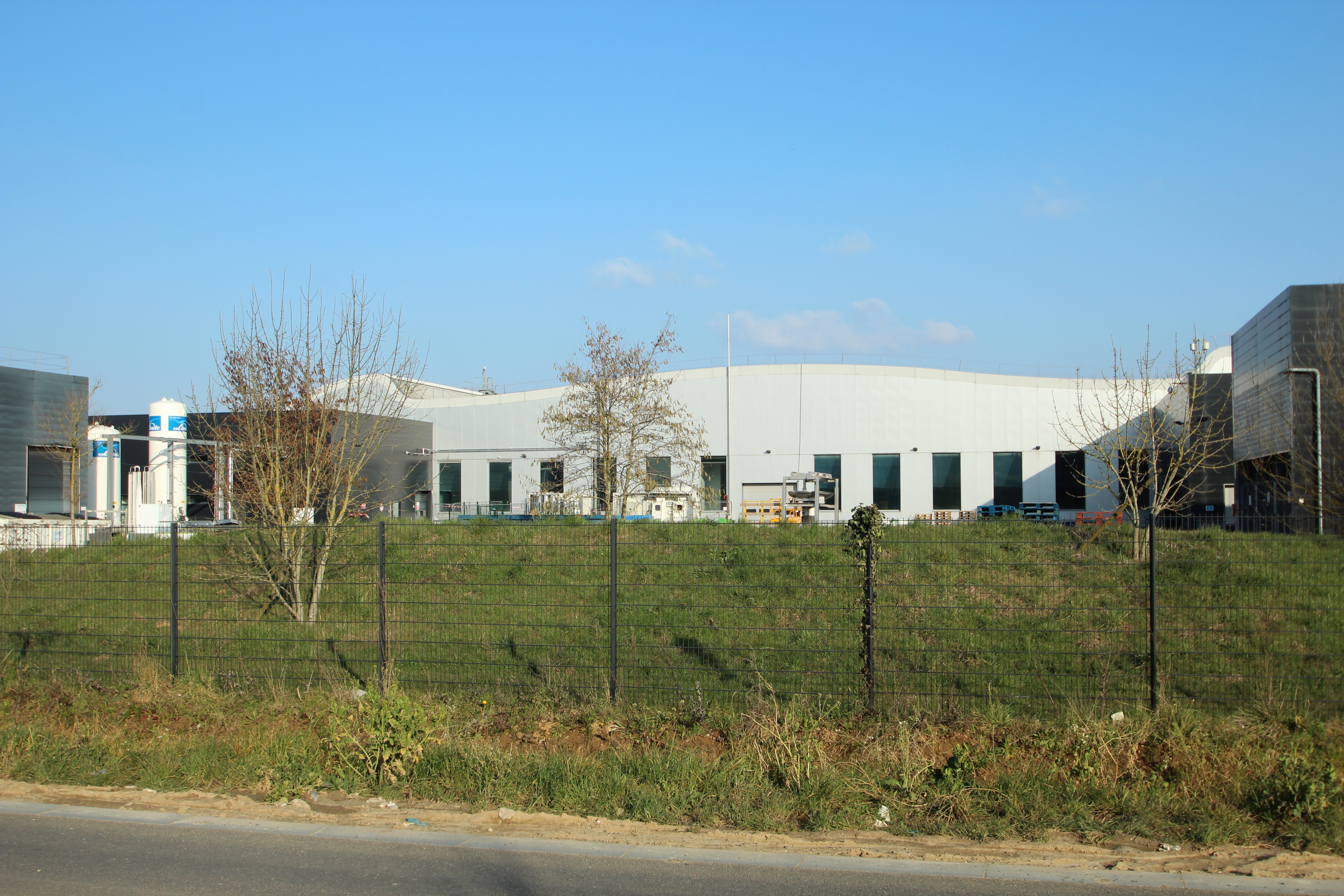
Il Danone Research a Palaiseau

A febbraio del 1983 Danone inaugura il Centro di Ricerca Internazionale Daniel Carasso a Le Plessis-Robinson, nella periferia di Parigi, un centro dedicato ai prodotti caseari freschi. Nel 2002 il Centro Internazionale di Ricerca Daniel Carasso viene rinominato Danone Research e trasferito a Palaiseau, a sud di Parigi. La struttura diventa il cuore del programma del Gruppo Ricerca e Sviluppo al servizio delle consociate Danone di tutto il mondo.
Dal 2007 annovera tra i propri poli anche il centro di ricerca specializzata di Wageningen (Paesi Bassi), che si occupa dello sviluppo dei concept di nuovi prodotti relativi alla nutrizione infantile e clinica.
Nel 1991 i primi tre Istituti Danone vengono aperti contemporaneamente a Parigi, Milano e Bruxelles, con tre obiettivi: promuovere la ricerca per approfondire le conoscenze, fornire le basi per un lavoro congiunto di esperti nel campo della nutrizione e della salute e sensibilizzare l'opinione pubblica e la classe medica sull'importanza di una dieta salutare. Oggi gli Istituti Danone in tutto il mondo sono 18.
Ad oggi, sono stati sostenuti oltre 900 progetti di ricerca (con un budget globale di 16 milioni di euro), sono stati lanciati decine di programmi educazionali e organizzati quasi un centinaio di simposi. Le azioni intraprese dall'Istituto comprendono il sostegno della ricerca innovativa, svolta anche dal Gruppo stesso, che ha da sempre investito massicciamente in ricerca e sviluppo. Da questo punto di vista, il Danone International Prize for Nutrition rappresenta un'attività fondamentale.
Oltre alla fama internazionale insita nel riconoscimento, attualmente considerato uno dei più prestigiosi nel campo della nutrizione, il premio porta con sé una ricompensa monetaria di 120.000 euro che permette ai vincitori di proseguire nella loro ricerca. Quest'anno la cerimonia si è svolta dall'11 al 16 luglio a Singapore, dove, 13 luglio 2011, il ricercatore americano Jeffrey I. Gordon, Direttore del Centre for Genome Sciences and Systems Biology della Washington University School of Medicine di St. Louis, è stato premiato per le sue scoperte sul rapporto di mutuo beneficio che esiste tra il corpo umano e le decine di trilioni di batteri che vivono nel nostro intestino, conosciuti oggi come microbiota intestinale.

## Danone in Italia

Danone sponsor di maglia della nel 1995

Nel corso degli anni ottanta e novanta BSN ha acquisito numerosi marchi famosi dell'industria alimentare italiana, a seguito di un'alleanza con la famiglia Agnelli; tra il 1992 e il 1995 Danone è stato anche lo sponsor principale della Juventus, squadra di calcio degli stessi Agnelli. L'operazione più importante di questi anni è stata l'acquisizione nel 1989 della Galbani, ceduta nel 2003 ad un fondo di investimento, e di Italaquae, ceduta nel 2004 alla Lgr Holding delle famiglie Pontecorvo e Ricciardi, così come sono stati progressivamente ceduti tutti gli altri marchi, oltre che le quote detenute in Birra Peroni, Agnesi e Star.
Nel 2010 Danone S.p.A. ha dichiarato un fatturato di quasi 500 milioni di Euro, con un organico di circa 320 dipendenti. L'azienda è presente con una sede a Milano e, fino al luglio del 2015, con uno stabilimento a Casale Cremasco Vidolasco.
Nel 2015 il fatturato è cresciuto a 22,412 miliardi, grazie in particolare all'espansione nei segmenti della nutrizione infantile (+9,8%) e medica (+7,5%)

## Cronistoria dei prodotti lattieri freschi
| 1850 | Il primo Gervais petit suisse |
| 1937 | Il primo yogurt alla frutta Suprême yoghourt aux fruits, prodotto con marmellata di frutta                                          |
| 1942 | Fruit on the bottom yogurt (yogurt con frutta sul fondo) lanciato negli USA                                                         |
| 1953 | Danone Fruité, i primi yogurt aromatizzati con succhi di frutta. I pezzi di frutta vengono aggiunti nel 1964.                       |
| 1963 | Velouté Nature, il primo yogurt frullato.                                                                                           |
| 1964 | Il primo fromage frais a basso contenuto calorico, Vitalinea (Vitasnella in Italia).                                                |
| 1969 | Fjord, un gusto fresco proveniente dall'estremo nord, il primo prodotto fresco cremoso ispirato alle specialità casearie scandinave |
| 1970 | Danette, l'irresistibile dessert. Lanciate al gusto di cioccolato e vaniglia.                                                       |
| 1987 | Activia |
| 1994 | Actimel |
| 2004 | Danacol |
| 2010 | Danaos Danone |
| 2013 | Danio |

## Controversie
- Nel 1996 e nel 1997 la Danone ha firmato due accordi che la impegnavano a riferire ai sindacati e a concordare con loro i piani di ristrutturazione, ma nel 1998 in Francia ci fu un grave scontro per la ristrutturazione di uno stabilimento[15]. Gli stabilimenti dell'HP Foods sono accusati di inquinare gravemente l'ambiente circostante, e infatti l'associazione ambientalista Hall of Shame l'ha posta al settimo posto delle imprese manifatturiere inglesi che inquinano di più[15]. La Danone ha ricevuto delle critiche anche per i diritti dei dipendenti[15].
- Nel 2010 il prodotto Activia veniva pubblicizzato affermando che la sua assunzione riducesse il tempo di transito intestinale, ma ciò non era dimostrato da studi clinici e pertanto la Federal Trade Commission statunitense ha emesso una contestazione e tali indicazioni sui benefici attesi di salute sono state ritirate. Per questo, la Danone è stata multata per circa 35 milioni di dollari[16].